# اینامی، واکایاما
اینامی، واکایاما (به لاتین: Inami, Wakayama) یک منطقهٔ مسکونی در ژاپن است که در استان واکایاما واقع شده‌است. اینامی  ۹٬۶۲۶ نفر جمعیت دارد.